# 1930
Évszázadok: 19. század – 20. század – 21. század
Évtizedek: 1880-as évek – 1890-es évek – 1900-as évek – 1910-es évek – 1920-as évek – 1930-as évek – 1940-es évek – 1950-es évek – 1960-as évek – 1970-es évek – 1980-as évek
Évek: 1925 – 1926 – 1927 – 1928 –  1929 – 1930 – 1931 – 1932 – 1933 – 1934 – 1935

## Események

### Január
- január 2. – Párizsban kegyelmet kap, és hazatérhet Belgiumba a királypárti Léon Daudet újságíró, akit korábban hívei szöktettek ki a börtönből.[1]
- január 4. – Megkezdődik a hágai konferencia, amelynek programpontjai között a magyar jóvátétel kérdése is szerepel. A konferencián Magyarországot Bethlen István miniszterelnök képviseli.[2]
- január 20.
  - A hágai konferencián döntés születik, Magyarország visszakapja pénzügyi szuverenitását. A konferencia lezárja az osztrák, a német és a bolgár jóvátétel kérdését, a magyart csak részben.[1]
  - A szovjet hadiflotta két hadihajója az 1923-as egyezmények ellenére áthalad a Dardanellákon a Fekete-tenger felé, ezzel alapvetően megváltoztatva saját javára a térség katonai egyensúlyát.[1]
- január 22. – Ünnepélyesen megnyílik Londonban a Tengeri Leszerelési Konferencia[1] az Egyesült Államok, Anglia, Franciaország, Olaszország és Japán részvételével.

### Február
- február 1.
  - A jugoszláv királynak a szerbiai, montenegrói és boszniai muszlim vallási közösségek egyesítését kimondó „egyházrendelete” érvénybe lép.[3]
  - A Szovjetunióban rendeletre elkobozzák a kulákgazdaságoknak nyilvánítottak felszereléseit. Ezzel párhuzamosan megkezdődnek a kitelepítések Szibéria távoli vidékeire. (Több mint egymillió embert érint az első időszakban.)[4]
- február 6. – Olaszország és Ausztria barátsági szerződést ír alá Rómában.[1]
- február 10. – Francia-Indokínában felkelés tör ki. A francia gyarmati hadsereg, hamar leveri a vietnámiak autonómia-törekvéseit.
- február 13. – Romániában magas rangú bukaresti tisztviselőket tartóztatnak le, mert kémkedtek a Szovjetunió számára.[1]
- február 14. – A világgazdasági válság egyre erősebben érezteti hatását Magyarországon is. A növekvő munkanélküliségről tárgyal Bethlen István (politikus) miniszterelnök a szociáldemokratákkal.
- február 20. – Prágában a magyar nagykövet jegyzékben tiltakozik a cseh lapokban megjelent Horthy Miklós kormányzót támadó rágalmak miatt.[2]

### Március
- március 3. – Indiában Mahátma Gandhi az alkirálynak átadott ultimátumában bejelenti a passzív rezisztencia megkezdését.[5]
- március 5. – Párizsban értekezlet kezdődik, az eddig lezáratlan háborús jóvátételek ügyében, amely során a kisantant államok újabb, számukra kedvező határozati javaslatot tesznek Magyarországgal szemben.
- március 7. – Országos ünnepség keretei között ünneplik meg Csehszlovákia megalapítójának, Tomáš Garrigue Masaryk elnöknek 80. születésnapját Csehszlovákia-szerte.
- március 16. – Lengyelországban a Bartel-kormány lemond.[5]
- március 18. – A magyar parlamentben Wekerle Sándor pénzügyminiszter benyújtja az 1930–31. évi költségvetést (1398 millió pengő)[2]
- március 24. – Párizsban a jóvátételi konferencián nehézségek támadnak, emiatt Bethlen István (politikus) magyar miniszterelnököt a helyszínre kéretik.[6]
- március 27. – Lemondásra kényszerül a Hermann Müller vezette kormány Németországban,[5] mert a szociális juttatások csökkentését ellenezte saját pártja is.
- március 28.
  - Konstantinápoly hivatalos új neve ezentúl Isztambul.
  - Párizsban aláírják az ún. Keleti Jóvátétel egyezményét, amely lezárja a korábban nyitottan maradt magyar jóvátétel kérdését is.
- március 29. – Lengyelországban a Józef Piłsudski államfőhöz közeli Sławek alakít kormányt.[5]
- március 31.
  - Angol-egyiptomi konferencia nyílik Londonban a két ország egymáshoz való viszonyának rendezésére[5]
  - Az amerikai moziforgalmazók és filmgyártók szövetsége (MPAA) cenzúrát vezet be a filmekre, amely korlátozás meghatározza a következő 40 év filmtermését. Szigorúan szabályozzák, és igen konkrétan meghatározzák a nézők elé kerülő politikai, vallási, és szexuális tartalmakat.
  - Etiópiában lázadás tör ki

### Április
- április 2. – A munkanélküliek nagyszabású tüntetést szerveznek a parlament előtt Budapesten, amely az ülésteremben éles vitákhoz vezet.[7]
- április 4. – Romániában Dobrescu kolozsvári tartomány-igazgató betiltja a magyar nyelv használatát a megyei és községi elöljáróságokon.[8]
- április 6. – A Szovjetunióban megalapítják a Lenin-rend kitüntetést.
- április 12. – Bukarestben Corneliu Zelea Codreanu megalapítja a Vasgárdát.[9]
- április 16. – Anglia és Szovjetunió magas szintű kereskedelmi megállapodást ír alá.
- április 19. – Indiában a brit fennhatóság ellen lázadás tör ki, Csittagong városában feltörik és kirabolják a fegyverraktárat.[10]
- április 22. – Londonban véget ér a Tengerészeti Konferencia. Anglia, Japán, Egyesült Államok egyezményt ír alá, amely 1936-ig szabályozza (növeli) a három ország tengeri haderejét.[10]
- április 25. - A magyar honvédelmi minisztériumban lezárult a korrupciós ügyek kapcsán végrehajtott tisztogatás, néhány újabb letartóztatással.[11]
- április 27. – Adolf Hitler német kancellár és pártelnök a Nemzetiszocialista Német Munkáspárt (NSDAP) nagygyűlésén bejelenti, hogy Joseph Goebbelst kinevezi a párt propagandafőnökének.[12]
- április 30. – A csehszlovák kormány jegyzéket intéz a magyar kormányhoz, amelyben bejelenti az új megemelt agrárvámok tényét. A magyar kormány elfogadja a búza- és rozsvám emelését, de a korábban nem szereplő liszt vámtételt elutasítja. Ez rövidesen szerződés nélküli állapothoz, majd vámháború kialakulásához vezet a két ország között.

### Május
- május 4. – Indiában két egymást követő napon letartóztatják Mahatma Gandhit.[10]
- május 5. – Spanyolországban köztársaságpárti tüntetések kezdődnek.[10]
- május 6. – Iránban földrengés pusztít (Richter-skála: 7,3) az áldozatok száma közel 4000.
- május 8.
  - Londonban megszakad az Anglia és Egyiptom között zajló tárgyalás. Henderson külügyminiszter kijelenti, Anglia nem törekszik megegyezésre, a brit status quo fenntartása végett.[10]
  - A Hlinka-vezette Szlovák Néppárt a prágai parlamentben másodszor nyújtja be szlovák autonómia-tervezetét.[13]
- május 17.
  - Aristide Briand közzéteszi az egyesült Európa tervét az ún. Briand-memorandumban.[10]
  - Benito Mussolini firenzei beszédében éles hangon érvel az új olasz flottaprogram mellett.[10]
- május 19–21. – Szent-Iványi József családi birtokán megalakul a csehszlovákiai magyar írók politikamentes közös szervezete, a Szentiváni Kúria.[13]
- május 23. – Málta szigetén a brit érdekeket szolgáló Strickland miniszterelnök ellen merényletet követnek a nacionalisták.[14]
- május 23–25. – Újabb nagy árzuhanás a New York-i tőzsdén.[15]
- május 24. – Bombay utcáin közel 600 ezer indiai tüntet a brit uralom ellen. (A tüntetés este véres zavargássá válik.)[14]

### Június
- június 3.
  - Cseh kezdeményezésre kétoldalú tárgyalások kezdődnek Budapesten, a cseh–magyar vámháború feloldására.[16]
- június 5. – A brit kormány elutasítja a La Manche csatorna alatt létesítendő alagút tervét.[14]
- június 7. – Romániában Károly trónörökös váratlanul Bukarestbe érkezik,[17] Iuliu Maniu hívására.
- június 8. – Egy törvénymódosítást követően trónra lép II. Károly román király.[17]
- június 13. – Romániában Iuliu Maniu egy nézeteltérés miatt lemond, és Mironescu külügyminiszter veszi át a kormány irányítását. Egy napos elnöksége után újból Iuliu Maniu veszi át a hatalmat.[8]
- június 14. – Kereskedelmi pótegyezményt ír alá Ausztria és Magyarország az agrárvámok szabályozására, a cseh-magyar vámháborúhoz hasonló helyzetek kivédésére.[16]
- június 18. – Egyiptom miniszterelnöke, Nachad pasa lemond, mert a király nem ratifikálja az alkotmányt védő törvényeket. Kormányválság kezdődik, amely a kormány lemondásához vezet.[14]
- június 20. – Az agrárvámok egyoldalú cseh bevezetése miatt a lengyel kormány is elzárkózik a csehszlovák-lengyel „vámbéke” egyezmény ratifikálása elől.
- június 21.
  - Franciaországban életbe lép, az új hadkötelezettségi törvény, amely egy évben határozza meg a kötelező szolgálat idejét.
  - Egyiptomban Siky pasa alakít kormányt.[14]
- június 30.
  - Krakkóban nagygyűlésen követelik a lengyel államfő lemondását, diktatórikus vezetési metódusa miatt.[14]
  - Az utolsó francia katona is elhagyja megszállt Rajna-vidéket.[14]
  - A „Centrolew” (Középbal) nevű lengyel ellenzéki blokk kongresszust tart a Népjog és Népszabadság Védelme Kongresszusa néven. (A kongresszus szembefordul Józef Piłsudski diktatúrájával.)[18]

### Július
- július 3. – 18 kormánypárti és 15 ellenzéki képviselő ellen bűnvádi eljárás indul Lengyelországban a krakkói nagygyűlésen hozott határozat miatt.[19]
- július 5. – Herczeg Ferenc és Eckhardt Tibor Londonban tárgyal a Revíziós Liga képviseletében Lord Rothermere politikussal.[20]
- július 7. – Johann Schober osztrák kancellár Budapesten hivatalos tárgyalásokat folytat.[20]
- július 12.
  - A romániai Bukovinában a Vasgárda újabb véres pogromokat rendez az ott élő zsidó lakosság ellen. Sok a sebesült, a halottak számáról eltérő adatok látnak napvilágot.[19]
  - Németországban a birodalmi gyűlés elveti a pénzügyminiszter adómódosító javaslatait, amivel az államháztartás deficitjét kívánja mérsékelni. Ez éles vitát vált ki.[21]
- július 15. – Londonban az Interparlamentáris Unió megkezdi tanácskozását.[22]
- július 16. – A német pénzügyminiszter a demokratikus elveket félretéve, szükségrendelettel lépteti érvénybe az adótörvényeket,[22] ami országos felháborodást vált ki.
- július 18. – Berlinben a szükségrendelet felfüggesztése miatt Heinrich Brüning kormánya lemond és Paul von Hindenburg engedélyezi a Reichstag feloszlatását.
- július 22.
  - Román kezdeményezésre agrárkonferencia kezdődik Bukarestben[22], amely egy Délkeleti Gazdasági Blokk kialakítását célozza meg. A román, magyar, jugoszláv, bolgár, csehszlovák küldöttek nem jutottak megállapodásra, a cseh részről támasztott nehézségek miatt. A jó francia kapcsolatokat ápoló cseh kormány később is vétójogával élt hasonló helyzetekben.
  - Koblenzben leszakad egy pontonhíd a rajnai ünnepségek során. 38-an meghalnak, az ünnepség félbeszakad.[23]
  - A romániai Jászvásár körzetében a vasgárda újabb antiszemita zavargásokat provokál.[22]
- július 23. – Bari és Nápoly közötti területeket erős földrengés ráz meg. Közel 3000 halott, a sérültek száma több mint 4000.[24]
- július 29. – Törökország jegyzékben tiltakozik az iráni kormánynál a sorozatos kurd határsértések miatt.[24]

### Augusztus
- augusztus 1. – Edvard Beneš kezdeményezésére megalakítják a kisantant hírlapíróinak szövetségét. A sajtószövetség központját Prágában, míg a sajtópropaganda irodát Bécsben állítják fel.
- augusztus 11. – Gottfried Treviranus a megszállt német területek minisztere éles hangú beszédet mond Berlinben a német köztársaság születésnapján. A beszéd támadja a francia és lengyel német határokat, reményét fejezi ki, hogy „eljön az idő, amikor Németország meg tudja indítani a harcot jogaiért.”[24] A beszéd Európa-szerte tiltakozási hullámot vált ki.
- augusztus 12. – A Perzsa határszakaszon, a kurdokat üldöző török hadsereg egységei átlépik a határt, ami nemzetközi konfliktushoz vezet.[24]
- augusztus 13. – Párizsban, Varsóban németellenes tiltakozások kezdődnek a Treviranus-beszéd miatt.
- augusztus 14. – Indiában, a nagy erőkkel Pesavar városát támadó afrida törzseket visszaszorítják az angolok.[24]
- augusztus 17. – Budapesten megkezdődnek a Szent Imre-év főbb ünnepségei.[25]
- augusztus 19.
  - A romániai Konstanca kikötőjébe brit hadihajók érkeznek. A szovjet külügyminisztérium az ellene való erődemonstrációnak minősíti a brit baráti látogatást.[24] Januárban, nemzetközi egyezményeket felrúgva, épp a szovjet hadiflotta alakította át a térség katonai egyensúlyát, ezért reagál élénken a szovjet fél - nyilatkozza az angol külügyminisztérium.
  - Litvániában két diák merényletet követ el Rusteika őrnagy, a titkosrendőrség vezetője ellen.[24]
- augusztus 25.
  - Lengyelországban, a centristák és a baloldaliak által kezdeményezett tüntetések zavargásokba mennek át. Józef Piłsudski erőteljes fellépést sürget, majd átveszi a hatalmat Slawek miniszterelnöktől, és kormányt alakít.[24]
  - Peruban győz a katonai junta. Augusto B. Leguía köztársasági elnök az Almirante cirkálóra menekül.
- augusztus 28. – A kelet-közép európai államok Varsóban gazdasági értekezleteztet tartanak, erőik összegzésére. Határozat születik, a konferencia évenkénti megtartására.
- augusztus 27.
  - Luis Miguel Sánchez Cerro tábornokot bízzák meg Peruban kormányalakítással.[26]
  - A budapesti főkapitány betiltása ellenére mégis az utcára mennek sok ezren tiltakozni a munkanélküliség ellen.
- augusztus 28. – Horthy Miklós a tatabányai bányatelepen tett látogatásakor beszédet mond az utcai tüntetések ellen.[25]
- augusztus 29. – Argentínában, Brazíliában, Kubában forradalmi mozgalmak törnek ki, közel egy időben.[26]
- augusztus 30.
  - Ignacy Mościcki elnök feloszlatja a lengyel parlamentet. Kijelöli, hogy a Szejm november 16-án, a szenátus november 23-án választ.[26]
  - Peruban elfogják és letartóztatják a volt köztársasági elnököt, Augusto B. Leguíát.[26]
- augusztus 31. – Lengyelország több városában zajos tüntetéseken tiltakoznak a berlini Treviranus-beszédben említett keleti határok revíziója ellen.[26]

### Szeptember
- szeptember 1.
  - Az olasz–francia határhoz közel nagyszabású francia hadgyakorlat kezdődik.[26]
  - Az olaszországi Triesztben megkezdődik a titkos jugoszláv Orjuna-csoport 18 tagjának pere. 99 esetben elkövetett gyilkossággal, kémkedéssel, merénylettel, felforgató tevékenységgel vádolják a jugoszláv fiatalembereket.[26]
  - Budapesten a hatóságok tilalma ellenére „néma tüntető sétán” tiltakoznak sok ezren a munkanélküliség ellen. A tüntetés véres zavargássá válik, amikor a rendőrség a fegyverét használja. Több mint száz sebesült, több halott.[25]
- szeptember 2. – Az olasz-jugoszláv határszakaszon véres incidensre kerül sor. Két horvát civil és egy olasz járőr életét veszti, több sebesült.
- szeptember 6.
  - A kormány elégtelen válságkezelése ellen tiltakozó, előre meghirdetett munkástüntetés - addig soha nem látott rendőri készültség közepette - incidens nélkül zajlik Budapesten.[27]
  - Az olaszországi Triesztben az Orjuna-csoport halálra ítélt tagjait kivégzik.[26]
  - Argentínában José Félix Uriburu tábornok lemondásra kényszeríti Hipólito Yrigoyen elnököt, és Enrique Martínez alelnököt.[26]
- szeptember 8. – Magyarországon Vass József népjóléti miniszter váratlanul meghal.[27]
- szeptember 10. – Lengyelországban letartóztatják a parlamenti ellenzék vezetőit.[28] Egyebek között a volt miniszterelnököt, Vitost is.[26]
- szeptember 11. – Kitör a régóta nem aktív Stromboli vulkán.
- szeptember 12. – Változás a szovjet kultusztárca élén: Anatolij Lunacsarszkij helyett Andrej Bubnov lesz a művelődési népbiztos.[29]
- szeptember 14.
  - Lengyelország több városában kormányellenes tüntetések kezdőnek, több helyen véres összetűzésekre kerül sor.[30]
  - Németországban parlamenti választásokat tartanak, amelyen a nemzeti szocialisták előretörnek (18%).[12]
- szeptember 14. – A spanyol médiában eltörlik a cenzúra intézményét.
- szeptember 23.
  - Megrekednek a francia-olasz tengeri leszerelési tárgyalások.[30]
  - Chilében katonai hatalomátvétel veszi kezdetét.[30]
- szeptember 26. – Az osztrák kormány beadja lemondását.[30]
- szeptember 27. – Carl Vaugoin alakít kormányt Ausztriában. Belügyminisztere Ernst Rüdiger von Starhemberg herceg, az ausztrofasizmus képviselője, Heimwehr-vezető.[30]
- szeptember 30. – Megnyílik a szegedi szeminárium.

### Október
- október 5. - Megkezdi ülését a balkáni államok konferenciája Athénben.[31]
- október 12. – Megalakul a Független Kisgazda-, Földmunkás- és Polgári Párt,[32] melynek elnökévé Szijj Bálintot, alelnökévé Tildy Zoltánt, országos főtitkárrá pedig Nagy Ferencet választják.
- október 13. - Németországban megnyílik az új nemzetgyűlés. Ennek kapcsán a Nemzeti Szocialisták több helyen is zavargásokat provokálnak, kirakatokat törnek, autókat gyújtanak fel.
- október 14. - Fasiszta puccskísérletet hiúsítanak meg Finnországban.
- október 18. - Bolgár kezdeményezésre ismét agrárkonferenciára kerül sor Bukarestben. Egyik fő témája egy esetleges Délkeleti Gazdasági Blokk kialakítása. Nem születik határozat.
- október 21. – Először osztják ki a Corvin-láncot és a Corvin-koszorút.[33]
- október 22. – Az erdélyi magyarok memorandumban sürgetik a román királyt a kisebbségi törvény létrehozására.
- október 23. - Brazíliában, magas rangú katonatisztek egy csoportja lemondásra kényszeríti az államelnököt.
- október 24. – Megnyílik a Balsai Tisza-híd.
- október 30. - Görög-török barátsági, döntő-bírósági szerződést kötnek a felek.[31]
- október 31. – III. Borisz, bolgár cár feleségül veszi III. Viktor Emánuel olasz király lányát Assisiben,[31] az esküvőn részt vesz a Duce is.

### November
- november 2. – Etiópiában császárrá koronázzák Hailé Szelassziét.
- november 11. – Csehszlovákiában életbe lép az új mezőgazdasági törvény, amely limitálja a külföldi őrlendő gabona mennyiségét. Ez a magyar búzaexport ellehetetlenülését hozza. A cseh-magyar vámháború elmélyüléseként értékelik a lépést Budapesten.
- november 13. – A jugoszláviai Szabadkán államellenes bűncselekmény vádjával letartóztatnak 30 magyar nemzetiségű lakost, többek között a magyar párt elnökét is (Sántha György).[34]
- november 14. – Egy Sagoya nevű fiatalember merényletet követ le a japán miniszterelnök, Osati Hamaguchi ellen.[34]
- november 16. – Lengyelországban általános választásokat tartanak. Józef Piłsudski pártja korábbinál több, 240 mandátummal kerül be a parlamentbe.[34]
- november 21. – A kormány beterjeszti a német birodalmi tanács elé a közalkalmazotti bércsökkenést,[34] ami nagy vitát vált ki.
- november 25. – A Szovjetunióban újabb koncepciós per kezdődik. Ezúttal a műszaki főiskolák professzorait vádolják meg diverziós tevékenységgel.[29]
- november 27. – A csehszlovákiai magyar kisebbség képviselői petíciót intéznek a Nemzetek Szövetségéhez, amelyben felhívják a figyelmet a cseh népszavazásnak a magyar nemzetiségek valódi statisztikai számarányát csökkentő hamisításaira.[35]
- november 28.
  - Olaszországban 12%-kal csökkentik a képviselői béreket a gazdasági válság kapcsán.[35]
  - Józef Piłsudski bejelenti, hogy egészségi okok miatt visszalép a miniszterelnökségtől. (Utóda Walery Sławek ezredes.)[18]
- november 29. – Ausztriában Carl Vaugoin kormánya beadja lemondását.

### December
- december 4.
  - Franciaországban egy bizalmi szavazás kapcsán megbukik a Tardieu-kormány.[35]
  - Lengyelországban a köztársasági elnök elfogadja Józef Pilsudski lemondását, és Walery Slawek lesz a miniszterelnök. Pilsudski megmarad hadügyminiszternek.[35]
- december 10. - Magyarországon egyesül az Agrár Párt, a Független Kisgazda és Földmíves párttal. Az új párt neve: Független Kisgazda, Földműves és Polgári Agrár Párt. Elnöke Szijj Bálint.[36]
- december 12. - Théodore Steeg alakít kormányt Franciaországban.[35]
- december 13. - Spanyol kormánycsapatok leverik az előző nap kitört lázadást, amelyet a Jaca helyőrség egy része, és a hozzájuk csatlakozott madridi diákok robbantottak ki.[35]
- december 15. - Spanyolországban kiújul a köztársasági mozgalom. Ezúttal a madridi reptér pilótái lázadnak fel, de a kormánycsapatok órák alatt visszaállítják a rendet.[35]
- december 16. - A cseh-magyar vámháború kapcsán, a lejáró szerződések meg nem újítása miatt, kereskedelmi szerződés nélküli állapot következik be.
- december 17. - Magyarországon, a népjóléti minisztériumban nagyszabású visszaéléseket lelepleznek le. Wekerle azonnali vizsgálatot rendel el.
- december 19.
  - A népjóléti minisztériumban feltárt visszaélések kivizsgálására Bethlen elrendeli a legfőbb állami számvevőszéki átvilágítást, és pénzügyi államtitkárt nevez ki a vizsgálat élére.[36]
  - Kitör az indonéziai Merapi vulkán, elpusztítva számos falut. A halottak száma 1300.
  - A Szovjetunióban a Népbiztosok Tanácsa elnökét, Alekszej Rikovot, Buharin szövetségesét felmentik, helyére Vjacseszlav Mihajlovics Molotov politikust nevezik ki.
- december 22. - Budapesten választásokat tartanak, de a városháza erőviszonyai nagyjából változatlanok maradnak.[36]

### Határozatlan dátumú események
- augusztus – August Hlond, Lengyelország bíboros-hercegprímása felszenteli a lengyel nemzetiségi templomot Budapesten, Kőbányán.
- augusztus-szeptember – a Szovjetunióban ítéletet hoznak a bakteriológusok és az élemiszeripari szakemberek elleni perben.[37]
- november-december – a Szovjetunióban műszaki szakembereket ítélnek el.[37]

## Az év témái

### 1930 a filmművészetben
- A kék angyal (rend. Josef von Sternberg), főszereplő: Marlene Dietrich

### 1930 az irodalomban
- Miss Marple első ízben bukkan fel Agatha Christie: Gyilkosság a paplakban című regényében.
- Radnóti Miklós – Pogány köszöntő

### 1930 a sportban
- július 13.–július 30. 1930-as labdarúgó-világbajnokság, Uruguay Világbajnok: Uruguay.
- december 3. – A Nemzeti Sportuszoda átadása a budapesti Margit-szigeten.[32]
- december 4. Ökölvívó Európa-bajnokság Budapesten. A magyar csapatból Énekes István, Széles János és Szabó Gyula bajnoki címet nyer.
- Az Újpest nyeri a labdarúgó-bajnokságot. Ez a klub első bajnoki címe.

### 1930 a tudományban
- január 30. – Az első rádiószonda elindul a Szovjetunióban.
- február 18. – Clyde Tombaugh felfedezi a Plutót.

### 1930 a zenében
- Kodály Zoltán: Galántai táncok
- Maurice Ravel: Balkezes concerto[38]

## Születések
- január 3. – Gaál Gabriella magyar nótaénekesnő († 2010)
- január 8. – Novák Éva úszónő, tizenötszörös magyar bajnok († 2005)
- január 9. – Konok Tamás Kossuth-díjas magyar festőművész, a nemzet művésze († 2020)
- január 19. – Tippi Hedren amerikai színésznő
- január 20. – Egon Bondy cseh író, költő, filozófus († 2007)
- január 20. – Buzz Aldrin amerikai űrhajós
- január 30. – Gene Hackman kétszeres Oscar-díjas amerikai színész († 2025)
- február 3. –  Csoóri Sándor kétszeres Kossuth-díjas és kétszeres József Attila-díjas magyar költő, esszéíró, prózaíró, politikus, a nemzet művésze († 2016)
- február 4. – Kibédi Varga Áron hollandiai magyar irodalomtörténész, esztéta, költő, az MTA tagja († 2018)
- február 9. – Petrovics Emil Kossuth-díjas magyar zeneszerző († 2011)
- február 12. – Soós Imre Jászai Mari-díjas magyar színművész († 1957)
- február 14. – Ádám Antal jogász, egyetemi tanár, alkotmánybíró († 2020)
- február 25. – Gyöngyössy Imre magyar filmrendező, forgatókönyvíró († 1994)
- február 26. – Csapody István botanikus, természetvédő († 2002)
- február 27. – Joanne Woodward Oscar-díjas amerikai színésznő
- március 3. – Gennagyij Ivanovics Geraszimov szovjet-orosz politikus, külpolitikai szóvivő, majd nagykövet († 2010)
- március 6. – Mitró György olimpiai ezüstérmes, Európa-bajnok úszó († 2010)
- március 10. – Iharos Sándor magyar futóbajnok († 1996)
- március 19. – Kasnyik András diplomata († 2009)
- március 31. – Gáll András romániai magyar író, újságíró, publicista
- április 3. – Helmut Kohl német kereszténydemokrata politikus, kancellár[39] († 2017)
- április 4. – Simai Mihály közgazdász, az MTA tagja
- április 11. – Anton Szandor LaVey a Sátán egyházának alapítója és főpapja volt, emellett író, okkultista, színész és zenész († 1997)
- április 11. – Bradányi Iván magyar dalszövegíró, műfordító, író († 2022)
- április 17. – Venantino Venantini olasz színész († 2018)
- április 18. – Kovács Dénes hegedűművész († 2005)
- április 20. – Zsoldos Péter sci-fi-író († 1997)
- április 21. – Beney Zsuzsa magyar költő, író, esszéista, tüdőgyógyász szakorvos († 2006)
- április 22. – Gyurkó László író, újságíró († 2007)
- május 12. – Jesús Franco, spanyol filmrendező († 2013)
- május 19. – Kálmán Rudolf Emil amerikai magyar villamosmérnök, matematikus, az MTA tagja († 2016)
- május 21. – Czigány Judit színművésznő († 2000)
- május 28. – Komáromi Tibor magyar labdarúgó († 2008)
- május 31. – Clint Eastwood Oscar-díjas amerikai színész, rendező
- június 4. – Horváth Ádám Kossuth-díjas magyar rendező († 2019)
- június 13. – Ryszard Kukliński a Lengyel Néphadsereg ezredese, 1971–1981 között amerikai kém († 2004)
- június 16. – Zsigmond Vilmos Oscar-díjas magyar operatőr († 2016)
- június 19. – Gena Rowlands kétszeres Golden Globe-díjas amerikai színésznő († 2024)
- június 23. – Sárosi Katalin magyar táncdalénekes († 2000)
- június 24. – Claude Chabrol francia filmrendező († 2010)
- június 25. – Antal László nyelvész, tanszékvezető egyetemi tanár († 1993)
- június 29. – Sławomir Mrożek lengyel író, drámaíró († 2013)
- július 2. – Petro Mikolajovics Lizanec (Lizanec Péter) ruszin-ukrán nyelvész, egyetemi tanár
- július 3. – Hargitai László talajkémikus, egyetemi tanár († 1996)
- július 15. – Szabó Gyula Kossuth-díjas színművész, a nemzet színésze († 2014)
- július 21. – Malcolm McKenna amerikai paleontológus († 2008)
- július 26. – Szervátiusz Tibor, Kossuth-díjas magyar szobrászművész, a nemzet művésze († 2018)
- augusztus 1. – Grósz Károly miniszterelnök († 1996)
- augusztus 3. – Lévai Sándor bábszínész, báb- és díszlettervező, „Süsü” tervezője († 1997)
- augusztus 5. – Neil Armstrong amerikai űrhajós († 2012)
- augusztus 9. – Jakó Géza orvos, sebész, fül-, orr- és gégegyógyász, az MTA tagja († 2015)
- augusztus 12. – Soros György magyar származású amerikai üzletember
- augusztus 21. – Margit brit királyi hercegnő, II. Erzsébet királynő húga († 2002)
- augusztus 21. – Sajdik Ferenc Kossuth-díjas magyar grafikus, karikaturista, rajzfilmrendező, a nemzet művésze
- augusztus 25. – Sean Connery Oscar-díjas skót színész († 2020)
- augusztus 27. – Galgóczi Erzsébet Kossuth-díjas magyar író († 1989)
- szeptember 1. – Tóth János Kossuth-díjas magyar operatőr, filmrendező, dramaturg, a nemzet művésze († 2019)
- szeptember 11. – Juhász Gyula magyar történész, az MTA tagja († 1993)
- szeptember 11. – T. Sós Vera Széchenyi-díjas magyar matematikus, akadémikus († 2023)
- szeptember 17. – Gyulay Endre, a Szeged-Csanádi egyházmegye nyugalmazott püspöke († 2024)
- szeptember 19. – Papp Ferenc nyelvész, szlavista, a számítógépes nyelvészet magyarországi atyja, az MTA tagja († 2001)
- szeptember 20. – Diószegi István magyar történész († 2020)
- szeptember 23. – Ray Charles amerikai zongorista, énekes († 2004)
- szeptember 25. – Simion Pop román író, újságíró, diplomata († 2008)
- október 1. – Ormos Mária Széchenyi-díjas magyar történész, egyetemi tanár, akadémikus († 2019)
- október 1. – Philippe Noiret francia színész († 2006)
- október 4. – Soproni József zeneszerző († 2021)
- október 7. – Berek Kati kétszeres Jászai Mari-díjas, kiváló művész, a nemzet színésze († 2017)
- október 8. – Györgyi Géza (fizikus) elméleti fizikus, a fizikai tudományok doktora, c. egyetemi tanár († 1973)
- október 10. – Harold Pinter Nobel-díjas angol író († 2008)
- október 10. – Temes Judit olimpiai bajnok úszó († 2013)
- október 15. – Philippe Leroy francia filmszínész († 2024)
- október 28. – Dobos László szlovákiai író, politikus († 2014)
- október 31. – Csikai Gyula fizikus, az MTA tagja († 2021)
- november 1. – Árkus József magyar újságíró, humorista, konferansszié († 1992)
- november 1. – Gergely István magyar agrárközgazdász, mezőgazdasági és élelmezésügyi miniszterhelyettes († 1980)
- november 3. – Száraz György író († 1987)
- november 14. – Török Elemér felvidéki magyar költő, újságíró, tanár († 2006)
- november 16. – Salvatore Riina amerikai-olasz gyilkos, tagja, majd főnöke a Cosa Nostra szicíliai eredetű amerikai bűnszervezetnek († 2017)
- november 18. – Maróti Lajos József Attila-díjas magyar költő, író († 1982)
- november 24. – Rozsnyói Sándor olimpiai ezüstérmes, Európa-bajnok magyar atléta, akadályfutó († 2014)
- december 3. – Jean-Luc Godard francia filmrendező († 2022)
- december 11. – Jean-Louis Trintignant, francia színész († 2022)
- december 14. – Kállay Ilona kétszeres Jászai Mari-díjas magyar színésznő († 2005)
- december 21. – Für Lajos magyar történész, politikus († 2013)
- december 23. – Mezei András magyar író, költő, szerkesztő († 2008)

## Halálozások
- február 23. – Horst Wessel német nemzetiszocialista (* 1907)
- március 16. – Miguel Primo de Rivera spanyol katonatiszt, diktátor (* 1870)
- április 2. – Zauditu etióp császárnő (* 1876)
- április 14. – Vlagyimir Vlagyimirovics Majakovszkij orosz(szovjet) költő (* 1893)[37]
- április 22. – Jeppe Aakjaer dán költő, író (* 1866)
- május 7. – Kovách Aladár levéltáros, etnográfus, múzeumigazgató (* 1860)
- május 13. – Fridtjof Nansen norvég sarkkutató (* 1861)
- július 15. – Auer Lipót világhírű magyar hegedűs, tanár, karmester és zeneszerző (* 1845)
- szeptember 8. – Vass József katolikus pap, politikus (* 1891)
- szeptember 16. – Korb Flóris építész (* 1860)
- szeptember 16. – Zsitkovszky Béla fényképész, operatőr, rendező  (* 1868)
- szeptember 18. – Lipót bajor királyi herceg a Wittelsbach-házból származó bajor királyi herceg, a bajor királyi hadsereg tisztje, majd a német császári hadseregben tábornagy (* 1846)
- szeptember 22. – Szakovics József, a magyarországi szlovének nyelvének ápolója és védője (* 1874)
- szeptember 30. – Rátz László tanár (* 1863)
- december 27. – Farkas Gyula matematikus, fizikus, az MTA tagja (* 1847)

## Nobel-díjasok
- A Nobel-díjat a svéd Alfred Nobel alapította, 1901 óta adják át, melyet a Svéd Királyi Tudományos Akadémia ítél oda a tudomány, az irodalom és humanitárius területen kimagasló eredményt elért magánszemélyeknek, illetve intézményeknek.

| Fizikai            | Sir Chandrasekhara Venkata Raman |
| Kémiai             | Hans Fischer                     |
| Orvosi-fiziológiai | Karl Landsteiner                 |
| Irodalmi           | Sinclair Lewis                   |
| Béke               | Nathan Söderblom                 |